# Rysy
Rysy (njemački: Meeraugspitze, mađarski: Tengerszem-csúcs) - planina u sklopu Visokih Tatri. Leži na granici Poljske i Slovačke. Rysy ima tri vrha: srednji na 2503 m, sjeverozapadni na 2499 m i jugoistočni na 2473 m. Sjeverozapadni vrh je najviši vrh Poljske, a ostale dva nalaze se u Slovačkoj. 
Prvi poznati uspon na Rysy bio je 1840. kada su se popeli Ede Blásy i njegov vodič Jan Ruman-Driečny Stariji. Prvi zimski uspon bio je 1884 kada su se popeli Theodor Wundt i Jakob Horvay. 
Rysy je najviši vrh u Tatrama, koji je dostupan za individualne turiste bez vodiča. Moguće je popeti se na vrh sa slovačke strane, s početkom u mjestu Štrbské pleso. planinarski dom na nadmorskoj visini od 2250 m, otvoren je tijekom ljetne sezone (svibanj-listopad). Od poljske strane može se uspeti počevši od jezera Morsko oko (polj. Morskie Oko), ali je teži i strmiji put. 
Na tom mjestu je poljsko-slovačka granica. Od kuda su Poljska i Slovačka 2007. pristupile Schengenskoj zoni, nema granične kontrole, ali je preporučljivo uza sebe imati osobnu iskaznicu ili putovnicu.